# Val-d'Arcomie
Val-d'Arcomie è un comune francese del dipartimento del Cantal della regione dell'Alvernia-Rodano-Alpi.
È stato creato il 1º gennaio 2016 dalla fusione dei preesistenti comuni di Faverolles, Loubaresse, Saint-Just e Saint-Marc.
Il capoluogo è la località di Loubaresse.